# Sámuel Gyarmathi
Sámuel Gyarmathi, né le 15 juillet 1751 à Kolozsvár (Cluj) et mort dans la même ville le 4 mars 1830,  est un linguiste hongrois qui participe du rattachement de sa langue au groupe ouralo-altaïque.

## Un homme aux talents multiples
Après des études secondaires dans sa ville natale puis au Collège protestant de Nagyenyed (Aiud), il part en 1776 à Vienne avec une bourse du gouvernement de la principauté de Transylvanie pour y étudier la médecine. Six ans plus tard, en 1782, il rentre chez lui avec le titre de docteur. Mais dès cette époque il se lance dans une multitude d'activités: rédacteur d'articles dans les journaux, souffleur dans les théâtres et pionnier des ballons à air chaud après les frères Montgolfier.

## LesAffinitas
Ayant réussi à décrocher le poste de médecin-chef du comitat Hunyad (Hunedoara) puis médecin personnel du plus puissant magnat protestant de Transylvanie, le comte Gergely Bethlen et tuteur de son fils à Göttingen, il peut désormais se consacrer à sa passion pour la linguistique. Il écrit une grammaire raisonnée inédite, Okoskodva tanitó magyar nyelvmester en 1794 i le rend célèbre dans les milieux littéraires et patriotiques, la réforme de la langue (Nyelvújítás) étant partie du renouveau national. En attendant ces développements à venir, Gyarmathi entre, pour des raisons de commodité personnelle, au service , en qualité de médecin personnel. Toutefois, comme tout le monde se porte bien dans la richissime famille, ce n’est pas le surmenage qui le guette. 
Il fait publier en 1799 à Göttingen, Affinitas linguae hungaricae cum linguis fennicae originis grammatice demonstrata, une grammaire comparée l’origine finno-ougrienne de la langue hongroise. La première partie est est consacrée à la langue finoise, la deuxième à l'estonienne, enfin la troisième aux autres langues ouraliennes. L'ouvrage prend la suite des intuitions du Demonstratio idioma hungarorum et lapponum idem esse de János Sajnovics, paru à Copenhague en 1770, et connaît le même sort: il sera ignoré de la communauté savante et intellectuelle hongroise, ancrée dans ses certitudes séculaires d'origines huniques. 